# Station Nara

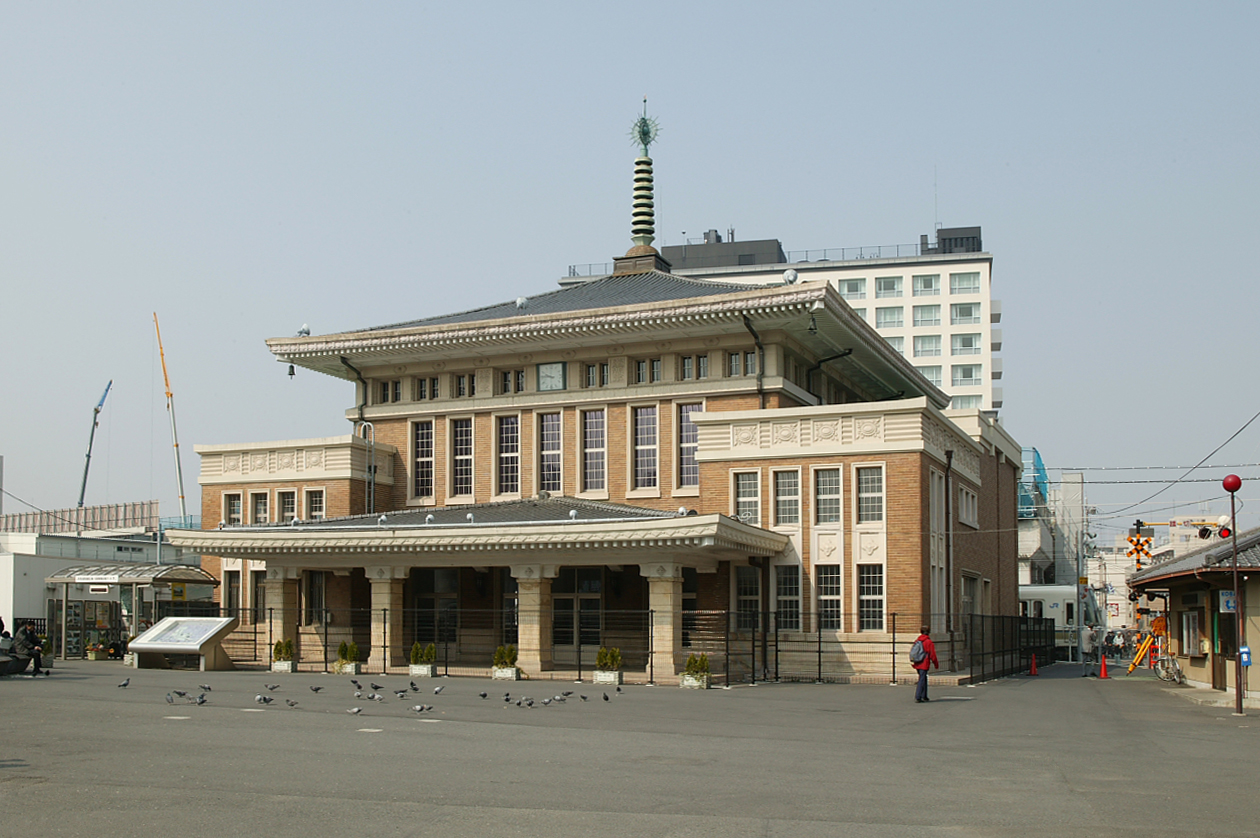
Het oude stationsgebouw

Station Nara  (奈良駅,  Nara-eki) is een spoorwegstation in de Japanse stad Nara. Het wordt aangedaan door de Yamatoji-lijn, de Nara-lijn en de Sakurai-lijn. Daarnaast stopt ook de Gakkentoshi-lijn soms op dit station. Het station heeft vijf sporen, gelegen aan drie eilandperrons.

Hoewel het station de naam ‘Nara’ draagt en derhalve als hoofdstation gezien kan worden, krijgt het station Kintetsu Nara aan de Kintetsu Nara-lijn veel meer passagiers te verwerken.

## Lijnen

### JR West
Tijdens spitsuren hebben de lijnen geen vaste perrons, zodat men bij een overstap op hetzelfde perron kan blijven. De Gakkentoshi-lijn stopt ‘s ochtends vroeg op spoor 3 en/of 4.
| 1 | ■ Sakurai-lijn  | richting Tenri, Sakurai en Takada |
| 2 | ■ Yamatoji-lijn | richting Ōji, Tennōji en JR Namba |
| 3 | ■ Nara-lijn     | richting Uji, Rokujizō en Kioto   |
| 4 | ■ Yamatoji-lijn | richting Kizu en Kamo             |
| 5 | ■ Nara-lijn     | richting Uji, Rokujizō en Kioto   |

## Geschiedenis
Het station werd in 1890 geopend. In 1934 kwam er een nieuw stationsgebouw gereed. Het gebouw is in tempelstijl gebouwd en bestaat thans nog steeds. In 2003 werd een nieuw station voltooid, maar tot 2012 hebben er nog verbouwingen plaatsgevonden. In 2006 zijn er onder het station enkele archeologische vondsten gedaan.

## Overig openbaar vervoer
Er bevindt zich een busstation nabij het station. Er vertrekken bussen Nara Kōtsū en enkele langeafstandsbussen naar Nagoya en Tokio.
Kioto · Tōfukuji · Inari · JR Fujinomori · Momoyama · Rokujizō · Kohata · Ōbaku · Uji · JR Ogura · Shinden · Jōyō · Nagaike · Yamashiro-Aodani · Yamashiro-Taga · Tamamizu · Tanakura · Kamikoma · Kizu (Narayama · Nara)
(Kansai-lijn<<) Kamo · Kizu · Narayama · Nara · Kōriyama · Yamato-Koizumi · Hōryūji · Ōji · Sangō · Kawachi-Katakami · Takaida · Kashiwara · Shiki · Yao · Kyūhōji · Kami · Hirano · Tōbu-Shijō-mae · Tennōji · Shin-Imamiya · Imamiya (>>Osaka-ringlijn) · JR Namba
Nara · Kyōbate · Obitoke · Ichinomoto · Tenri · Nagara · Yanagimoto · Makimuku · Miwa · Sakurai · Kaguyama · Unebi · Kanahashi · Takada